# Kościół św. Mikołaja w Wilczy
Kościół św. Mikołaja w Wilczy – zabytkowy, drewniany kościół znajdujący się w Wilczy, w gminie Pilchowice w powiecie gliwickim w województwie śląskim. Jest kościołem parafialnym parafii św. Mikołaja w Wilczy w dekanacie Knurów w archidiecezji katowickiej.
Kościół znajduje się na Szlaku Architektury Drewnianej województwa śląskiego w pętli rybnickiej.
Kościół znajduje się także przy dwóch szlakach turystycznych:
- Szlak Okrężny Wokół Gliwic
- Szlak Stulecia Turystyki

## Historia

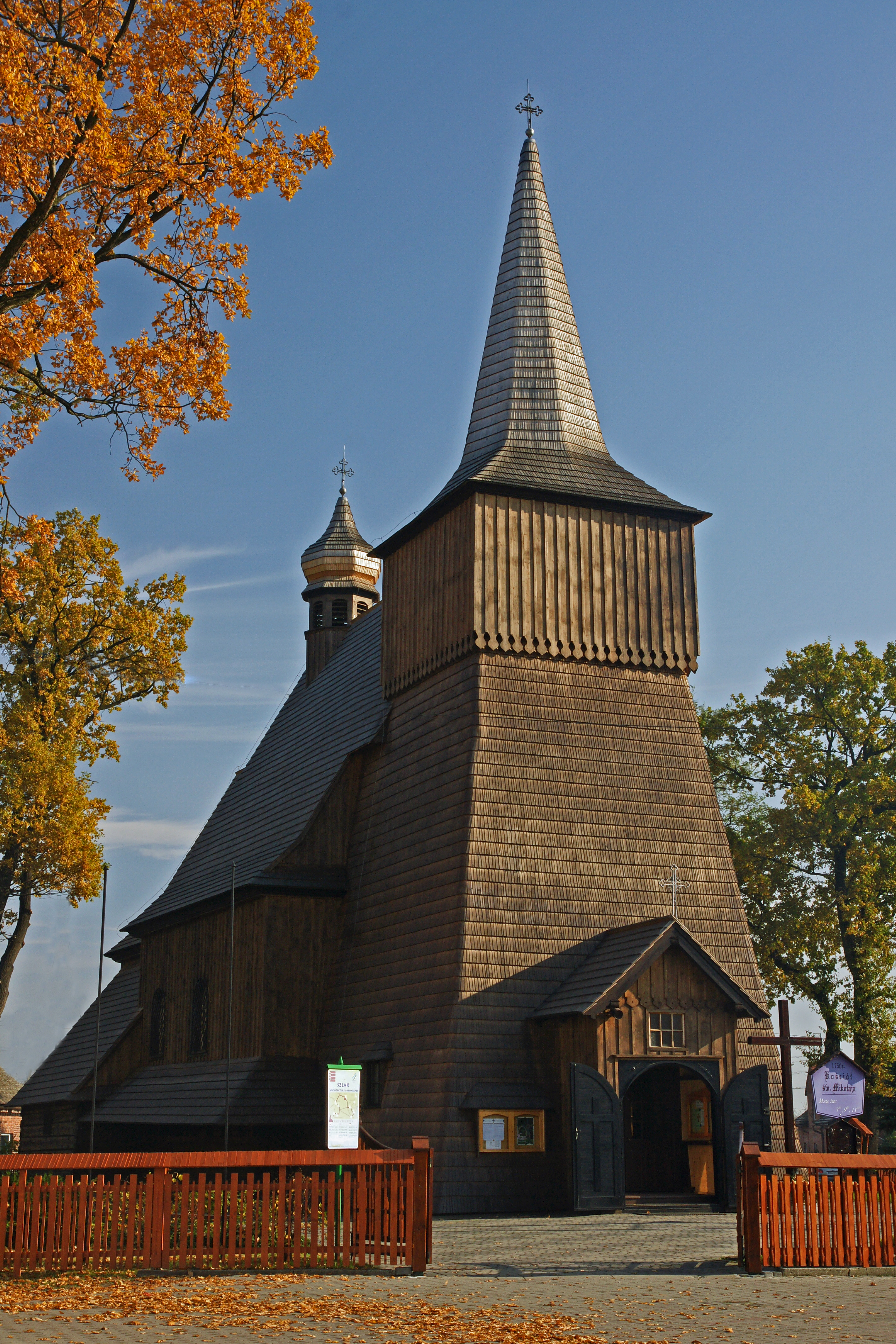
Fasada kościoła

Pierwszy kościół we wsi Wilcza był zbudowany prawdopodobnie około 1480 roku i był on filią parafii w Pilchowicach. Świątynia ta spłonęła podczas wojny trzydziestoletniej. Po jej zakończeniu, w 1657 roku zbudowano nowy kościół pod wezwaniem Wniebowzięcia Matki Boskiej. W 1713 roku dokonano zamiany wezwań i obrazów z kościołem św. Mikołaja z Gorzyc w powiecie wodzisławskim (kościół ten spłonął w 1788 roku). Obraz św. Mikołaja z gorzyckiego kościoła znajduje się w Wilczy do dziś.
Opis ówczesnego kościoła znajdujemy w najstarszych zachowanych wizytacjach z lat 1679 i 1687. Miał on 27 łokci długości i 12 szerokości, dwoje drzwi i cztery okna. Ściany wewnątrz były ozdobione kilkoma obrazami, kościół posiadał galerię, zaś ławy były rozmieszczone według porządku barokowego (łac. secundum ordinem). Kościół posiadał wieżę przyłączoną z trzema dzwonami. Wokół niego znajdował się cmentarz. W kościele były trzy ołtarze. Główny posiadał snycerkę barokową (łac. novam sculpturam), był pomalowany i pozłocony, zaś wewnątrz znajdował się obraz Matki Bożej Częstochowskiej.
Wizytacja z 1687 roku opisuje go następująco: Kościół przyłączony do kościoła w Pilchowicach we wiosce Wilcza jest cały drewniany pod wezwaniem Świętego Mikołaja Biskupa i Wyznawcy poświęcony, lecz przez heretyków zbezczeszczony; zakrystia drewniana ze strony Ewangelii, ołtarz jeden formalny pozłocony Najświętszej Dziewicy Maryi, podstawa z muru, lecz zbezczeszczona. Najświętszy Sakrament jest przechowywany w tabernakulum w worku płóciennym ukrytym w cyborium z mosiądzu pod kluczem, powinien w przyszłości troskać się proboszcz dla Najświętszego Sakramentu o puszkę srebrną. Chrzcielnica kamienna położona w środku kościoła, wewnątrz pod kluczem woda chrzcielna czysta, święte oleje są przechowywane w zakrystii; galeria jedna, katedra ze strony Epistoły prosta. Dzwonnica drewniana wysoka na kształt wieży, wewnątrz dwa dzwony, trzeci w wieżyczce nad kościołem; kostnica drewniana, cmentarz płotem drewnianym dobrze ogrodzony, dobre dachy wszędzie.
W 1755 roku kościół rozebrano i z inicjatywy ks. Józefa Wrana zbudowano kolejny, istniejący do dziś. Budowniczym był cieśla Jakub Sedlaczek z Gliwic. Wilcza stała się samodzielną parafią dopiero w 1925 roku, po przyłączeniu do Polski w wyniku plebiscytu na Górnym Śląsku.
Kościół był remontowany, m.in. w latach 1961 oraz 2007-2012.

## Architektura i wyposażenie

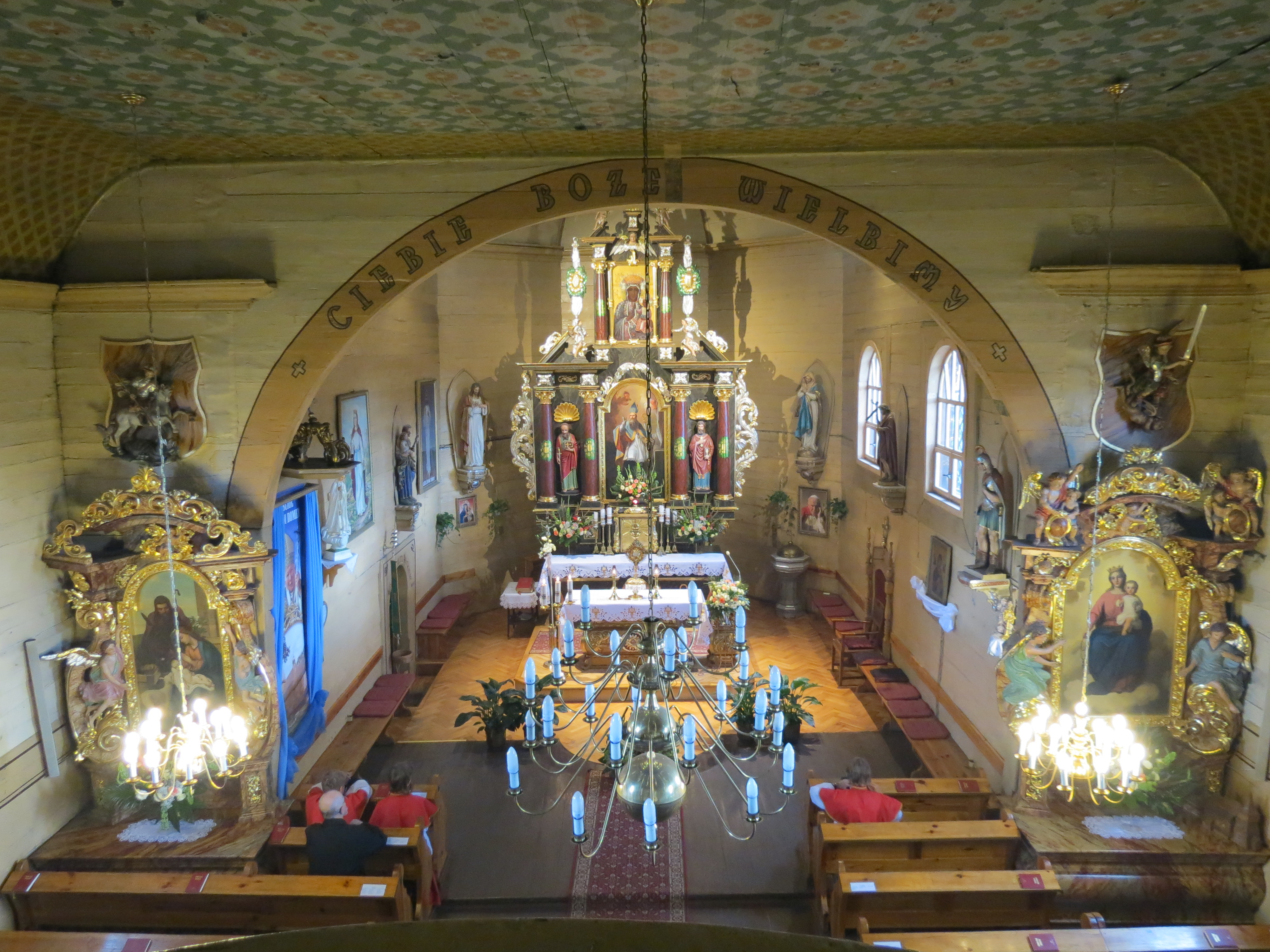
Wnętrze kościoła, widok ze środka chóru

Kościół jest orientowany, o konstrukcji zrębowej, zbudowany z drewna dębowego, sosnowego i świerkowego. Kościół został zbudowany na trójdzielnym rozplanowaniu. Prezbiterium o trójbocznym zamknięciu i szerszą nawę prostokątną nakrywają oddzielne dachy siodłowe. Z częścią ołtarzową (od strony północnej) łączy się drewniana, zrębowa zakrystia. Do kościoła prowadzą dwa wejścia – od zachodu (główne) i południa (boczne) poprzedzone małymi kruchtami. Nad nawą góruje wieżyczka na sygnaturkę z latarnią zakończoną baniastą kopułką. Dokoła całego kościoła znajdują się soboty. Wieża dostawiona do nawy od zachodu, zwieńczona nadwieszoną izbicą z piramidalnym hełmem. Na wieży zawieszony jest dzwon z 1949 roku poświęcony św. Mikołajowi (poprzednie dzwony skonfiskowano w latach 1917 i 1942). W prezbiterium występuje pozorne sklepienie kolebkowe, zaś nawa pokryta jest stropem płaskim i fasetami. Chór muzyczny (z półkolistym występem), umieszczony w tylnej części nawy, wsparty jest na dwóch ozdobnych słupach. Ściana prezbiterialna (od wschodu) posiada rzadko spotykane okrągłe okienko z kratą kowalską z zadziorami.
Wyposażenie kościoła barokowe. Ołtarz główny z XVII wieku z obrazem św. Mikołaja, pochodzącym z Gorzyc. Ołtarze boczne późnobarokowe, z XVIII wieku. W ołtarzu lewym znajduje się obraz Świętej Rodziny, w prawym – Matki Boskiej Różańcowej. Ambona późnobarokowa, z XVIII wieku.
Na specjalną uwagę zasługuje obraz wotywny Matki Boskiej Frydeckiej z 1709 roku z napisem w języku morawskim. W kościele znajdował się także ołtarz skrzynkowy z XV wieku, którego zachowana część środkowa znajduje się w Muzeum Archidiecezjalnym w Katowicach.

## Otoczenie
Wokół kościoła znajdował się cmentarz, z którego pozostało kilka grobów księży i fundatorów. W obrębie ogrodzenia znajduje się współczesna Grota Lurdzka oraz figura Bożej Męki z 1883 r.